# Srigading (Lawang)
Srigading is een bestuurslaag in het regentschap Malang van de provincie Oost-Java, Indonesië. Srigading telt 5302 inwoners (volkstelling 2010).